# Mauerkirchener Straße
Die Mauerkirchener Straße (B 142) ist eine Landesstraße in Österreich. Sie verbindet auf einer Länge von 12 km die Braunauer Straße (B 147) mit der Altheimer Straße (B 148). Die Mauerkirchener Straße führt durch das Innviertel und ist nach der Marktgemeinde Mauerkirchen benannt, der größten Gemeinde an der Strecke.

## Geschichte
Die Obernberger Straße umfasste seit dem 1. April 1948 auch einen südlichen Streckenabschnitt zwischen Altheim und Uttendorf. Dieser Streckenabschnitt wird seit dem 1. März 1992 als eigenständige Bundesstraße geführt.